# Geudong Geudong
Geudong Geudong is een bestuurslaag in het regentschap Bireuen van de provincie Atjeh, Indonesië. Geudong Geudong telt 3839 inwoners (volkstelling 2010).